# Swinburne University of Technology
Universitatea Tehnică Swinburne (în engleză, Swinburne University of Technology, cunoscută și ca Swinburne) este o universitate publică din Australia, aflată în Melbourne, Victoria. Universitatea are șase campusuri în statul Victoria și unul în Malaezia. Campusul de bază se află în Hawthorn. 
Înființată în 1908 de inginerul și politicianul The Hon. George Swinburne, sub numele de Colegiul Tehnic al Suburbiilor de Est, și-a schimbat numele în Colegiul Tehnic Swinburne în 1913, în cinstea fondatorului său. În 1992, Colegiul a primit statut oficial de universitate publică și a primit numele de Swinburne University of Technology.
The Good Universities Guide of Australia din 2009 a plasat Swinburne pe primul loc în Melbourne la calitatea învățământului, pe primul loc la egalitate la capitolul satisfacția absolvenților și a primit cinci stele pentru diversitatea culturală. Swinburne se află pe locurile 401-500 în THE - QS World University Rankings în 2008 și 2009 Poziția lui Swinburne în THE - QS World University Rankings .
Conform clasamentului ARWU din 2009, clasament ce pune accent pe productivitatea cercetării, Swinburne se află în jurul locurilor 402-501 în lume, pe locurile 68-106 range în Asia/Pacific și 14-17 în Australia. Poziția Swinburne în clasamentul ARWU din 2009